# العنود (مسلسل)
العنود هو مسلسل درامي بدوي رومنسي وتشويق، من إنتاج المركز العربي للإنتاج الإعلامي - الأردن، المنتج عدنان العوامله، المنتج التنفيذي طلال العوامله، كتابة محمد البطوش، إخراج أحمد دعيبس، بطولة ياسر المصري، أحمد العمري، نجلاء عبدالله، و آخرون.
يلتقي الجمال مع نقاء السريرة يشتط الشرّ بينهم ويجهد في إفساد تلك الصورة المكتملة؛ هذه سيرة طويلة أبطالها الشيخ سهم، وشقيقته العنود من جهة، والفارس الشهم صقر، وابن عم العنود طعان من جهة أخرى.. رغم ما يقع من شر لكن الخير هو من يبقى.

## قصة المسلسل
تدور القصة حول شخصية عنود ابنة الشيخ مشاري فائقة الجمال التي تتزوج بالفارس الشهم صقر مما يثير حفيظة ابن عمها طعان الذي تدفعه الغيرة لتوريط صقر في جريمة قتل شقيقه ممدوح فتكون عقوبته الإجلاء من القبيلة، فتسكن عنود بين بيوت إخوتها، وحين يصل صقر إلى (عرب العريان) يعمل كـقهوجي داخل بيت الشيخ مجحم بعد أن يعلم الشيخ ما جرى له مبدياً رغبته بأن يتخفى بمهنة القهوجي، وبعد مضي أشهر يحنّ صقر إلى زوجته فيطلب الإذن من الشيخ فيوافق بصعوبة ويأمره أن يركب فرسه الشهلا التي تمتاز بالسرعة والراحة، فيتمكن من العودة إلى القبيلة متخفياً ليلتقي بزوجته من جديد.

## بطولة
ياسر المصري، أحمد العمري، نجلاء عبدالله، مارغو حداد، محمد الإبراهيمي، و عاكف نجم.